# Pavetta whiteana
Pavetta whiteana är en måreväxtart som beskrevs av Diane Mary Bridson. Pavetta whiteana ingår i släktet Pavetta och familjen måreväxter. Inga underarter finns listade i Catalogue of Life.